# Petrov Val
Pour les articles homonymes, voir Petrov.
Petrov Val (en russe : Петров Вал) est une ville de l'oblast de Volgograd, en Russie. Sa population s'élevait à 12 844 habitants en 2013.

## Géographie
La ville est située sur la rive gauche de la rivière Ilovlia, un affluent du Don. Elle se trouve à 14 km — 22 km par la route — à l'ouest de Kamychine, le centre administratif du raïon Kamychinski dont elle dépend, et à 167 km — 185 km par la route — au nord de Volgograd.

## Histoire
La localité est née de la construction du canal Don-Volga, entre les rivières Ilovlia et Kamichinka, commencée par le tsar Pierre le Grand en 1698, mais abandonnée peu de temps après. Petrov Val a obtenu le statut de commune urbaine en 1949, et celui de ville en 1988.

## Population
Recensements (*) ou estimations de la population
| 1959* | 1970*  | 1979*  | 1989*  |
| ----- | ------ | ------ | ------ |
| 8 705 | 12 051 | 13 122 | 13 752 |

| 2002*  | 2010*  | 2012   | 2013   |
| ------ | ------ | ------ | ------ |
| 14 721 | 13 239 | 13 094 | 12 844 |